# Žlutava
Žlutava település Csehországban, a Zlíni járásban. Žlutava Nová Dědina, Bělov, Halenkovice, Otrokovice és Napajedla településekkel határos. Lakosainak száma 1178 fő (2024. január 1.).

## Népesség
A település lakosságának változását az alábbi diagram mutatja:
| Lakosok száma | 589  | 651  | 799  | 1007 | 935  | 963  | 1148 | 1182 | 1196 | 1178 |
|               | 1869 | 1890 | 1921 | 1950 | 1980 | 2001 | 2017 | 2019 | 2022 | 2024 |